# Stachys anisochila
Stachys anisochila là một loài thực vật có hoa trong họ Hoa môi. Loài này được Vis. & Pancic miêu tả khoa học đầu tiên năm 1870.

## Hình ảnh

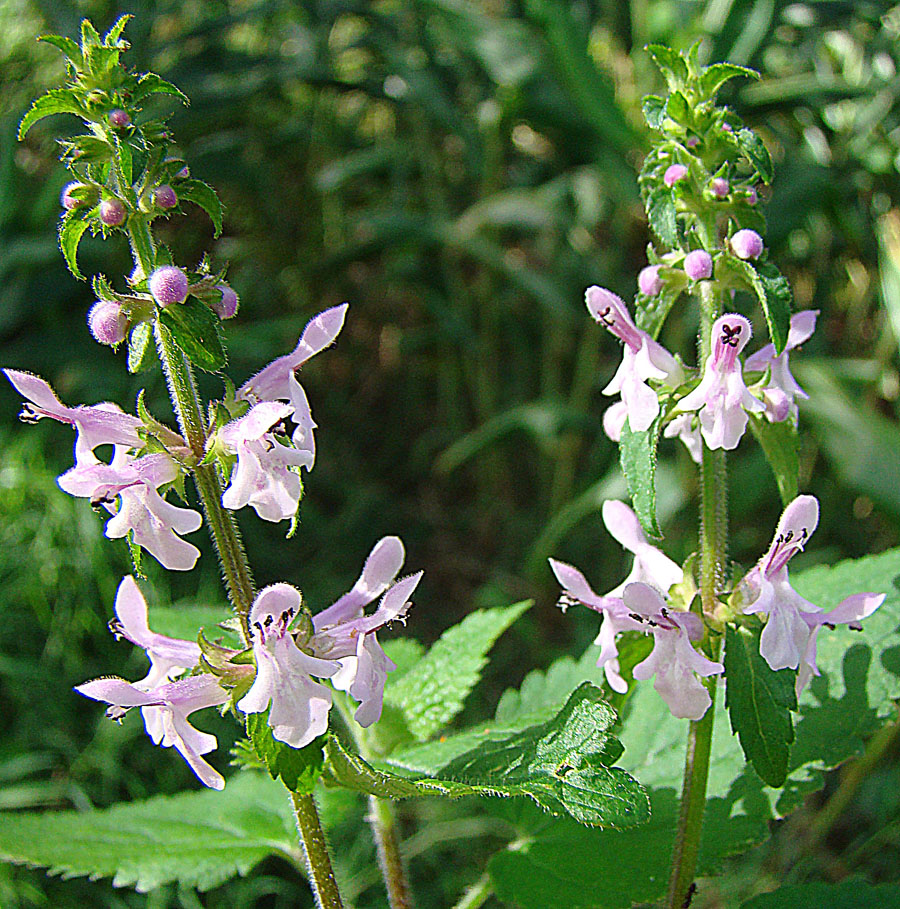
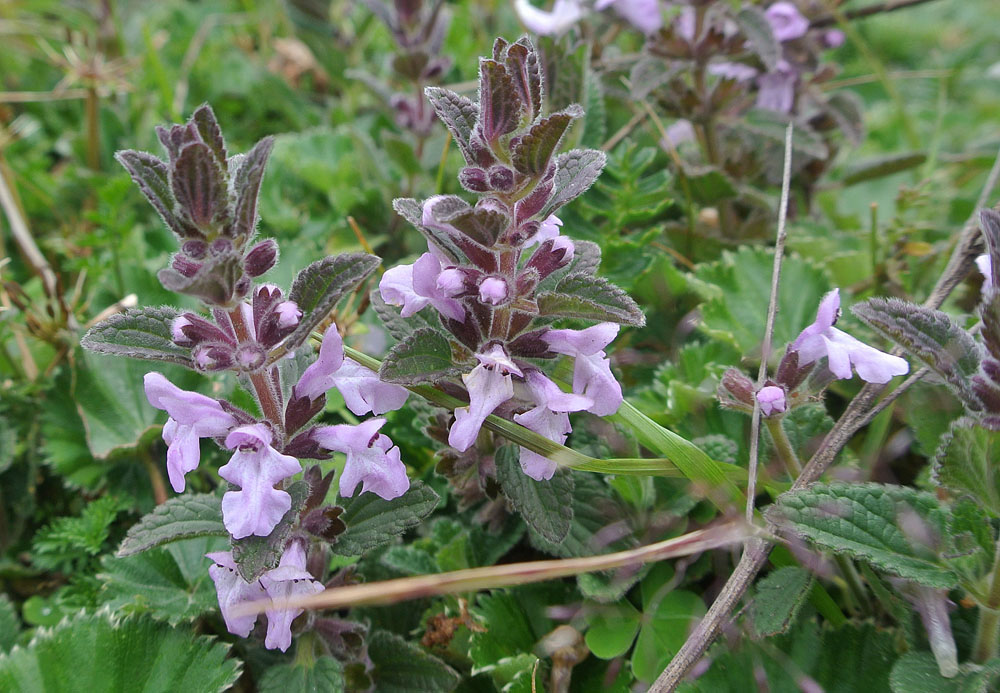
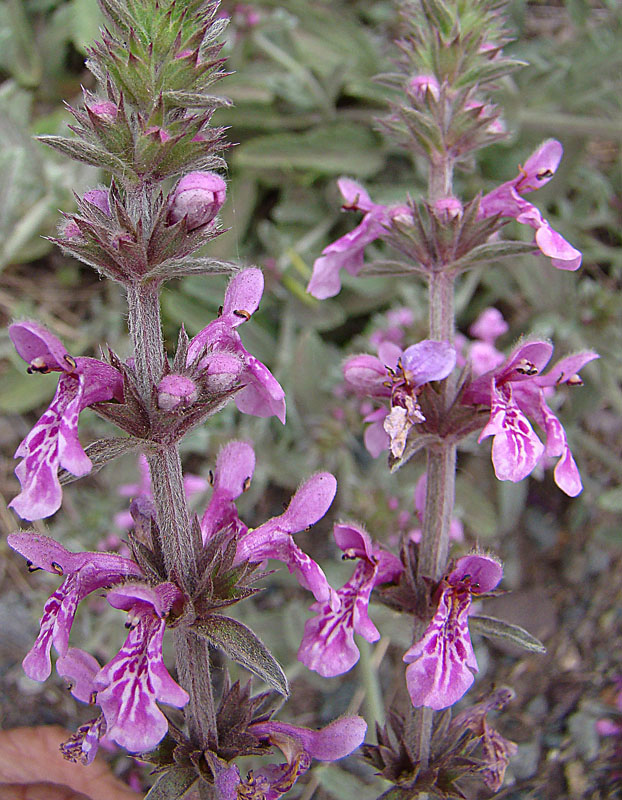